# Albert Grisar
Albert Grisar (Amberes, 26 de diciembre de 1808 - Asnières, 15 de junio de 1869) fue un compositor belga.
Grisar estudió en su ciudad natal Amberes, en París donde tuvo como profesor de composición a Anton Reicha, y a mediados de la década de 1840, en Nápoles junto al compositor italiano Saverio Mercadante. Destacó especialmente en la ópera cómica, cosechando sus primeros grandes éxitos en el año 1833 en la ciudad de Bruselas y posteriormente en París.
Colaboró con el compositor alemán Friedrich von Flotow para la óporea L'eau merveilleuse (1839) y con François Adrien Boieldieu en L'opéra à la cour (1840). Sus obras parisinas de finales de 1850 y principios de 1840 fueron particularmente bien recibidas por el público.

## Óperas
- 1833, La Mariage impossible, estrenada en el Théâtre de la Monnaie (Bruselas).
- 1836, Sarah ou L'Orpheline de Glencoé, estrenada en Opéra-Comique (París).
- 1837, L'An mil, estrenada en Opéra-Comique (París).
- 1838, Lady Melvil / Le Joallier de Saint-James, estrenada en Théâtre de la Renaissance (París).
- 1838, La Suisse à Trianon, estrenada en (París).
- 1839, L'Eau merveilleuse, estrenada en Théâtre de la Renaissance (París).
- 1839, Les Travestissements, estrenada en (París).
- 1848, Gille ravisseur, estrenada en Opéra-Comique (París).
- 1850, Les Porcherons, estrenada en Opéra-Comique (París).
- 1851, Bonsoir, monsieur Pantalon, estrenada en Opéra-Comique (París).
- 1852, Le Carillonneur de Bruges, estrenada en Opéra-Comique (París).
- 1853, Les Amours du diable, estrenada en Théâtre Lyrique (París).
- 1855, Le Chien du jardinier, estrenada en Opéra-Comique (París).
- 1859, Voyage autour de ma chambre, estrenada en (París).
- 1962, La Chatte merveilleuse, estrenada en Théâtre Lyrique (París).
- 1864, Les Bégaiements d'amour, estrenada en (París).
- 1865, Les douze Innocentes, estrenada en (París).
- 1867, Le Procès.